# Ottoboni
De Ottoboni zijn een Italiaans adellijk geslacht. De familie stamt uit Dalmatië en werd in 1258 in Florence voor het eerst in een oorkonde genoemd. Vanwege hun verwantschap met paus Alexander VIII behoren zij, op grond van de bul Urbem Romam tot de prinsen.
De Ottoboni voerden als nepoten de pauselijke baldakijn als pronkstuk boven hun wapenschild.
De familienaam dreigde uit te sterven.
Op grond van de "surrogazione romana", de erfopvolging in de pauselijke adel en het fideïcommis van Alexander VIII dat in een Bul van 3 juni 1690 werd gepubliceerd is de naam met het wapen overgegaan op Domenico Serlupi Crescenzi die de naam Ottoboni achter de zijne plaatste. De markies is een afstammeling van Prinses Giovanna Ottoboni dei Duchi di Fiano. De paus had indertijd in de "primogenitura familiare perpetua Ottoboni" bepaald dat naam en titel hertog van Fiano ook in de vrouwelijke lijn "eeuwig" zouden vererven. De prinselijke waardigheid van de Ottoboni is inmiddels wél uitgestorven. De Italiaanse president, de titulair koning van Italië zijn met het verwerven van wapen en naam akkoord gegaan.
Ook een heraut, de "Commissione Araldico-genealogica romana del CNI" is met de naam en het wapen akkoord gegaan.

## De familie
De Ottoboni stamden volgens sommige historici uit Dalmatië en de late Middeleeuwen woonden leden van het geslacht in Padua en Venetië, anderen zijn gedocumenteerd als gevestigd in Florence en in Friuli. De Ottoboni werd rijk in de handel tussen Venetië en de mediterrane landen en in de vijftiende eeuw waren ze betrokken bij de oorlog tegen de groeiende Turkse expansie.
In Venetië werden Ottoboni benoemd in het invloedrijke ambt van secretarissen van de Republiek en in 1559 werd de eerste Ottoboni grootkanselier van Venetië. In 1646 werden ze opgenomen in het Gouden Boek, de Venetiaanse adel.
Aldobrandino Ottoboni, een politicus en lid van de Raad van Ouderen van de Republiek van Florence werd in 1258 geëerd voor zijn houding en de door hem verworven verdiensten in de oorlog tegen Pisa. Hij kreeg na zijn dood een wandgraf in de kerk van St. Reparata in Florence.
Bonacci Ottoboni werd in 1294 verkozen in het stadsbestuur van Florence . Vanwege de aanhoudende strijd tussen Welfen en Ghibellijnen, verliet hij Florence.
Antonio Ottoboni, was zeevaarder en kapitein in dienst van de Venetiaanse Republiek. In 1470 doorbrak hij de belegering van de haven van Negroponte.
Stefano Ottoboni, zijn zoon, diende de Venetiaanse Republiek eveneens als kapitein van een schip. In 1499 ging zijn schip, de "Pandorra", na een gevecht met de vloot van de Turk Bayezid II ten onder. Hij liet negen kinderen na die werden geadopteerd door de Republiek.
Hector Ottoboni (geboren in 1472) maakte carrière bij het bestuur van de St. Marco in Venetië. Hij behoorde tot de invloedrijke procuratoren van dit instituut. In 1512 schonk hij de kerk van St. Antonio di Castello in Venetië een altaar met de afbeelding van "Sint Ursula geschilderd door Vittore Carpaccio.
Leonardo Ottoboni was Venetiaanse ambassadeur in Duitsland, Spanje en Portugal, secretaris van Pregadi in 1570, gezant bij het Concilie van Trente en in 1588 secretaris van de machtige Raad van Tien.
Keizer Rudolf II verleende de Ottoboni op 29 april 1558 het recht om hun wapen met een kwartier te vermeerderen. Zij mochten de keizerlijke Duitse adelaar, een dubbele adelaar, in het vervolg in hun wapen voeren.
Pietro Vito Ottoboni (1610-1691), zoon van Marco Ottoboni en Victoria Tornielli, studeerde canoniek recht in Padua begon zijn carrière als priester en Romeinse prelaat als gouverneur van Terni, Spoleto en Rieti. In 1643 werd hij benoemd tot rechter in de Rota en in 1652 werd hij kardinaal. Pietro Vito Ottoboni verwierf meerdere bisdommen en was bisschop van Brescia (1654), Sabina (1681), Frascati (1683) en Porto en S. Rufina (1687). Op 6 oktober 1689 werd hij unaniem tot paus gekozen en hij nam de naam van Alexander VIII aan.

Wapen van Alexander VIII

In zijn testament erkende Alexander VIII als zijn enige erfgenaam de kleinkinderen van Antonio, Piettro en Mark Ottoboni. Er zijn ook andere gezinnen die achternaam Ottoboni dragen. De meer dan 400 in Italië wonende hebben niets te maken met de dynastie der Ottoboni.
Het was gebruikelijk dat de gekozen pausen hun familieleden, en kinderen, want ook dat kwam voor, als "neven" aanduidden. Deze "nepoten werd in de adelstand verheven, soms tot kardinaal gemaakt, en ze kregen rijke bezittingen toegeschoven. In zijn nepotisme was Alexander VIII niet anders dan zijn tijdgenoten.
Pietro Ottoboni (1667-1740), zoon van Antonio, werd in 1689 eveneens benoemd tot kardinaal en gouverneur van Fermo, secretaris van gedenktekens, hoofdinspecteur-generaal van de kerkelijke Staat, legaat in Avignon, grootprior van Spanje en Portugal, secretaris van de Inquisitie, Vice-Kanselier en beschermheer van de Kroon van Frankrijk (1709). Hij was een groot geleerde en een beschermheer van de kunsten. Kardinaal Pietro bouwde in Rome het Palazzo Fiano naar een ontwerp van de grote Romeinse architect Iuvara.
Marco Augustino Ottoboni (1656-1725) werd geridderd door de Venetiaanse Senaat. Hij huwde een voorname edelvrouwe van pauselijke familie, Isabella Tarquinia Colonna en ook zijn tweede vrouw Giulia Boncompagni Ludovisi stamde uit een pauselijk geslacht. De paus liet zijn oom een rijke bibliotheek na die bestaat uit meer dan 20.000 boeken en documenten.
Marco was generaal van de pauselijke galeien en de marine en het Castel S. Angelo. Bij besluit van Alexander VIII werd hij hertog van Fiano
Bij de dood van Marco Ottoboni in 1909 werd het historisch archief van de familie aan het Vaticaan nagelaten. De collectie is nu bezit van het Historisch Archief van het Vicariaat van Rome. De opvolging van de Ottoboni kwam aanvankelijk toe aan Augusto Ruspolimaar ook hij stierf zonder nakomelingen.
Een andere tak van de familie ging nu op haar beurt de naam Ruspoli Ottoboni voeren. Ook de verdere titels, prins, hertog van Fiano, Romeins edelman (Romano Nobile), Coscritto, Patriciër van Genua, Venetië en Pisa, de aanspraak op het markiezenaat met de Baldakijn en de aanspreektitel don en donna werden nu door Cesare dei conti Rasponi gevoerd. Hij stierf in 1957.
De naam leek nu uitgestorven te zijn. Toch dook er een pretendent op. De aanspraak van Domenico Serlupi Crescenzi Ottoboni Domenico Serlupi Crescenzi Ottoboni is terug te voeren op Don Marco Ottoboni (1741-1818) die in 1795 huwde met Giustiniana Sambiase Sanseverino di Vincenzo. Hun dochter Giovanna (1802) huwde in 1822 met markies Gerolamo Serlupi Crescenzi Mellini, opperstalmeester van paus Pius IX en kamerheer van de Oostenrijkse keizer.